# Flashback (jeu vidéo, 1992)
Pour les articles homonymes, voir Flashback (homonymie).
 (février 2019).
Flashback (réalisé en France et connu aux États-Unis sous le nom Flashback: The Quest for Identity, littéralement Flashback : La Quête de l'identité) est un jeu vidéo de plates-formes et d'action réalisé par Delphine Software en 1992, sorti sur Amiga la même année et sur les autres supports par la suite.
Un remake également nommé Flashback a été développé par VectorCell et est sorti en 2013 sur PC, PlayStation 3 et Xbox 360.

## Scénario
En l'an 2142, l'agent de renseignement Conrad B. Hart se réveille dans une jungle sur la planète Titan, sans aucun souvenir de la façon dont il est arrivé là. En explorant son environnement, Conrad tombe sur un enregistrement contenant un message fait par lui-même, lui conseillant de trouver son ami Ian dans la ville de New Washington sur la planète. En se rendant sur place, Conrad découvre Ian attaqué par la police locale pour des raisons inconnues. Après les avoir sauvés, Ian utilise un régénérateur pour restaurer les souvenirs de Conrad, en utilisant une copie numérique que Conrad leur avait envoyée.
L'appareil permet à Conrad de se rappeler qu'il a récemment fabriqué un visor conçu pour analyser la densité des structures moléculaires dans la vie organique, mais qu'en l'utilisant, il a découvert par inadvertance qu'une espèce extraterrestre appelée Morphs s'était infiltrée dans la société humaine. Craignant ce qu'ils étaient en train de faire, Conrad a envoyé une copie de ses souvenirs à Ian par précaution, avant de tenter d'avertir les autorités, mais il s'est fait prendre par les Morphs qui ont effacé toute connaissance de leur existence de son esprit et ont tenté de se débarrasser de lui.
Cherchant à en savoir plus, Conrad se promet de retourner sur Terre pour informer ses supérieurs, mais Ian l'informe que son seul espoir de quitter Titan est de gagner un ticket dans un jeu de gladiateurs appelé « Tour de la mort », ainsi que d'acquérir de faux papiers - ce dernier exigeant de Conrad qu'il accepte une série de travaux dangereux dans la région de New Washington. Après avoir obtenu les deux, Conrad retourne sur Terre, mais découvre que les infiltrés de Morph étaient préparés, ce qui l'oblige à se défendre en pénétrant dans leur cachette située dans une boîte de nuit locale.
À l'intérieur de la cachette, Conrad espionne un groupe de Morphs à travers une bouche d'aération, les entendant discuter de leur plan de conquête de la Terre grâce à leurs efforts subtils pour leur donner de nouvelles technologies qu'ils peuvent utiliser. Malheureusement, le conduit cède et Conrad est capturé. Parvenant à s'échapper, il se fraye un chemin à travers la cachette et finit par découvrir un téléporteur vers la planète d'origine des Morphs. Déterminé à les arrêter, il tombe sur un prisonnier humain nommé Phillip Howard Clark, que les Morphs utilisaient à leurs propres fins.
Acceptant de le libérer, Conrad ouvre sa cellule, mais ne peut empêcher un Morph d'exécuter Phillip. Avant de mourir, ils lui remettent une charge atomique. En découvrant son journal, Conrad apprend que Phillip a été manipulé pour aider les Morphs dans leur projet de conquête de l'humanité, et qu'il a envoyé les plans de la technologie du visor sur Titan, dans l'espoir que quelqu'un tente de la recréer. Conrad apprend que la charge atomique qu'il a reçue a été conçue pour détruire le « cerveau principal », une entité qui contrôle les Morphes au plus profond de la planète.

Le forçant à s'activer et à s'exposer, et guidé par la voix de Phillip, Conrad place la charge sur une plate-forme instable au-dessus du noyau, puis force le Cerveau Maître à déclencher un tremblement, entraînant la chute de la charge dans le noyau. Conrad s'échappe alors avec le vaisseau spatial d'un Morph quelques instants avant que la planète ne soit détruite. Incapable de rentrer chez lui à cause de la galaxie dans laquelle il se trouve maintenant, Conrad se met en animation suspendue pendant que son vaisseau dérive dans l'espace, ce qui mène aux événements de Fade to Black.
Un scénario qui n'est pas sans rappeler la nouvelle de Philip K. Dick Souvenirs à vendre (We Can Remember it for You Wholesale) publiée en 1966 et adaptée au cinéma en 1990 par Paul Verhoeven sous le titre Total Recall, soit deux ans seulement avant la sortie de Flashback.

## Système de jeu
Le joueur dirige un personnage dans une vue 2D de profil. Contrairement à des jeux de plate-forme comme Super Mario Bros. les animations se veulent réalistes (à la manière de Prince of Persia) et la jouabilité s'en trouve marquée : il y a par exemple un temps de latence entre le moment où le bouton est pressé et où le saut est effectué. Le joueur peut sauter sur place et en avant, s'accroupir, faire une roulade en avant, utiliser des objets de son inventaire, sortir un pistolet (l'animation du personnage change alors, il se déplace prudemment), armer et se préparer à tirer, et tirer.
Il est possible d'aborder certaines situations de différentes manières. Ainsi, si le joueur est sur une plate-forme au-dessus d'un garde, il peut sortir son pistolet, descendre et le tuer immédiatement, profitant de l'effet de surprise ; il peut aussi lancer un caillou trouvé plus tôt et placé dans l'inventaire, dont le bruit attirera le garde et le fera se découvrir, et le tuer à ce moment ou passer sans qu'il ne s'en rende compte.
Le joueur ne peut pas sauvegarder quand il le veut, ce qui rend sa progression parfois longue et compliquée. Cependant, à peu près à la moitié d'un niveau ou bien juste avant un passage ardu, il peut avoir accès à des bornes de sauvegarde, qui lui permettent de marquer sa position. Cette sauvegarde n'est pas gardée en mémoire après l'extinction de la console. En revanche, le joueur obtient un code au début de chaque niveau qui lui permet de recommencer là sa partie. Ces codes varient selon la difficulté choisie par le joueur.

## Développement
Ce jeu de plates-formes s'inspire de la conception de Prince of Persia mais dans un monde futuriste. Il se rapproche toutefois plus de Another World développé un an plus tôt par Éric Chahi, également chez Delphine Software, pour sa scénarisation de l'action et la présence de scènes cinématiques.[réf. souhaitée]
Bien que la version Amiga soit la première à avoir été publiée, Paul Cuisset a récemment révélé dans Retro Pro Gamer que le jeu était à l'origine pensé pour la Sega Mega Drive.

## Musique
Un CD-Audio contenant deux musiques inspirées par Flashback est sorti par la suite.

## Versions
Les versions Mega-CD, 3DO, CD-i et une nouvelle version du jeu sur PC-DOS, sorties plus tard, contiennent en plus du jeu original des scènes cinématiques en 3D, rares à l'époque. La version Mega-CD est sans doute la plus avancée car elle contient des voix durant le gameplay et de nouvelles musiques.

## Postérité

### Série
Delphine Software réalisera une suite du jeu en 1995, Fade to Black sur PC puis PlayStation. Le jeu, bien que reprenant des éléments du jeu principal (scénarisation cinématographique, références à des techniques du cinéma dans leur titre, rendu vectoriel, gameplay mélangeant énigmes et action...), est foncièrement différent en raison de l'utilisation de la 3D en lieu et place de la 2D utilisée dans Flashback (où la 3D n'était utilisée que pour les cinématiques).
Un troisième jeu, Flashback Legends, était prévu pour la Game Boy Advance en 2003 en reprenant le gameplay 2D du jeu original. Il devait être co-développé par Delphine Software et Adeline Software (Delphine et Adeline sont les prénoms des deux filles du fondateur du groupe, Paul de Senneville). Le jeu fut annulé à la suite du dépôt de bilan de Delphine Software fin 2002.
Une authentique suite au jeu originale, intitulée Flashback 2, est développée par Microids et sa sortie est annoncée pour novembre 2023. Ce nouveau jeu fera appel au principe de la 2,5D.

### Remasterisation etremake
Un remake, appelé comme le jeu original Flashback (mais souvent appelé par la presse Flashback HD pour le différencier du jeu de 1993) fut également réalisé en 2013 par VectorCell, société créée par Paul Cuisset et édité par Ubisoft. Le jeu est sorti en téléchargement sur Xbox 360, PS3 et PC, via le Xbox Live Arcade, le PlayStation Network et les plate-formes de téléchargement PC comme Steam. Cette nouvelle version contient aussi le jeu d'origine avec les graphismes de l'époque, sans les musiques par faute de droits.
La version remasterisée dite "25e anniversaire" est sortie sur Nintendo Switch le 7 juin 2018, puis sur Playstation 4 et XBox One le 20 novembre 2018.